# Parnassia chinensis
Parnassia chinensis är en benvedsväxtart som beskrevs av Adrien René Franchet. Parnassia chinensis ingår i släktet Parnassia och familjen Celastraceae.

## Underarter
Arten delas in i följande underarter:
- P. c. ganeshii
- P. c. sechuanensis